# Анфимов, Владимир Яковлевич
Влади́мир Я́ковлевич Анфи́мов (29 октября 1879, Санкт-Петербург — 1957) — российский и советский психиатр, невропатолог. Доктор медицинских наук, профессор. Организатор и заведующий кафедрой душевных и нервных болезней Сабуровой дачи, заведующий кафедрой психоневрологии Кубанского государственного университета.
Внёс значительный вклад в изучение вопросов влияния травматической болезни на психику, эпилепсии, психотерапии, экспериментальной психологии, периодичности психических процессов и влияния космических закономерностей на поведение людей, организации психиатрической службы, курортного дела, сифилитического повреждения центральной нервной системы, диагностики сирингомиелии и других проблем психиатрии и неврологии.

## Биография

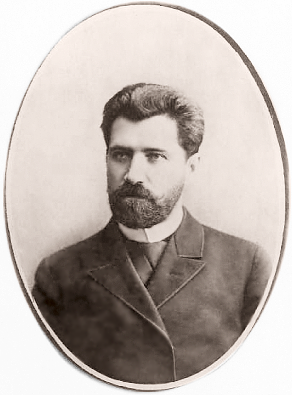
Яков Афанасьевич Анфимов —
отец Владимира Анфимова

Владимир Анфимов родился 29 октября 1879 года в Санкт-Петербурге в семье Якова Афанасьевича Анфимова — слушателя Императорской Медико-хирургической академии (с 1881 года — Императорская Военно-медицинская академия), будущего профессора, заведующего кафедрой психиатрии и невропатологии Первого Сибирского Томского Императорского (имени Его Императорского Величества Александра III) государственного классического университета (1892—1894), заведующего кафедрой нервных и душевных болезней Харьковского университета (1894—1919) и преподавателя Тбилисского государственного университета (1919—1930). Раннее детство Анфимова прошло в Санкт-Петербурге, Тифлисе, Ставрополе (на родине матери). В 1885—1892 годах семья снова жила в Петербурге и в 1892—1894 годах — в Харькове, где он окончил 3-ю мужскую гимназию.

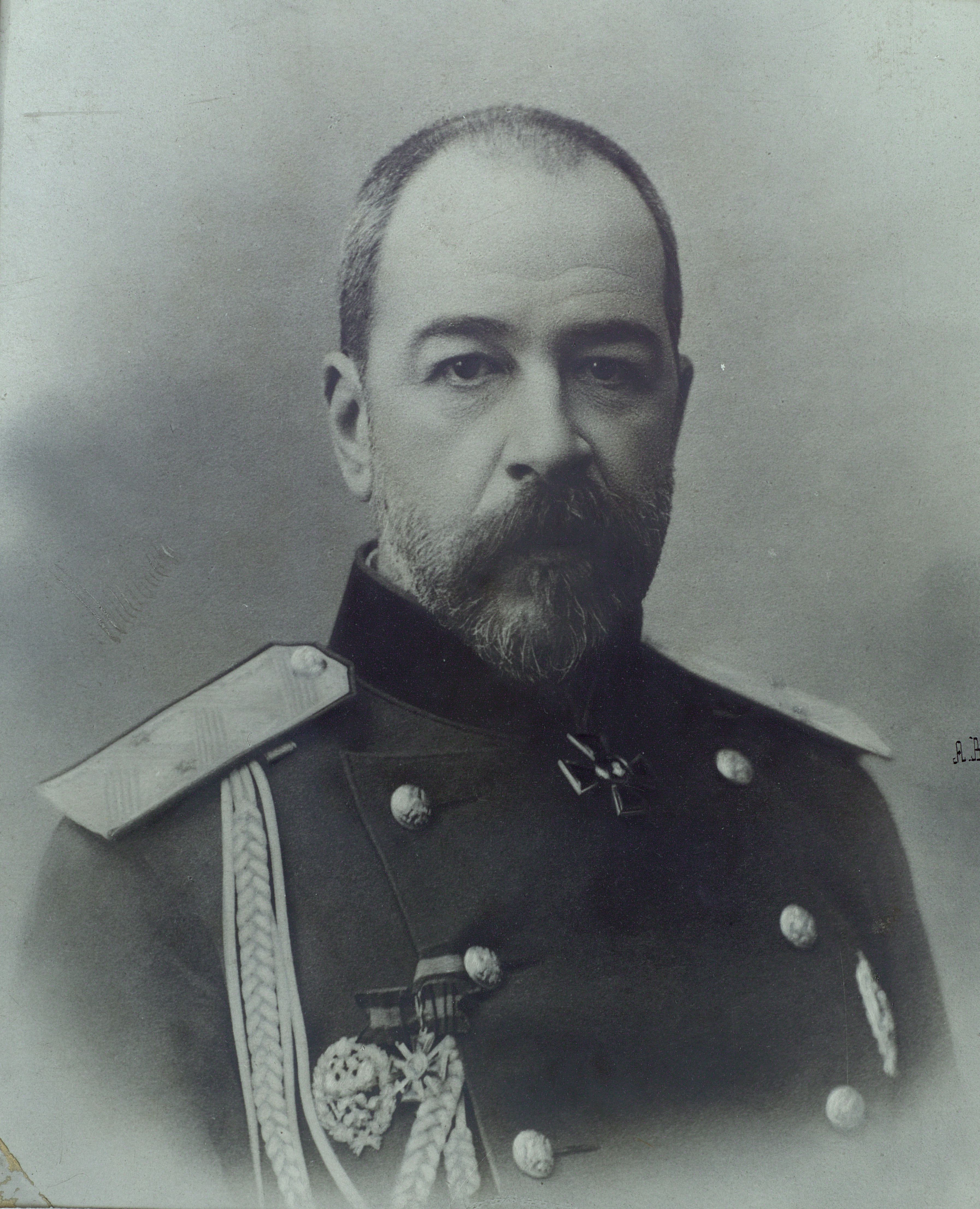
Пётр Дмитриевич Святополк-Мирский

Начал обучение в Императорской Военно-медицинской академии, но за участие в студенческих беспорядках был арестован и по приказу министра образования отчислен из академии. Из заключения в «Крестах» был вызволен отцом с помощью Петра Святополка-Мирского и митрополита. Впоследствии Анфимов никогда и нигде о своём пребывании в тюрьме не упоминал.
Лишь через некоторое время, также с помощью отца — заведующего кафедрой, продолжил учёбу на медицинском факультете Императорского Харьковского университета. Незадолго до окончания Харьковского университета стажировался в клинике профессора F. Raymond’а в Париже, где с декабря 1905 по март 1906 года и с октября 1906 по март 1907 года посещал лекции и занятия ведущих психоневрологов Франции. Во время этой стажировки сделал доклад в Обществе неврологии (Societe de Neurologie) на тему «Existence et signification des petites hemorragies sous piemere celebrale dans l’epilepsie». Окончил Харьковский университет 7 апреля 1906 года cum eximia laude, избрав своей специальностью душевные и нервные болезни. Получение высшего медицинского образования заняло у Анфимова почти десять лет.

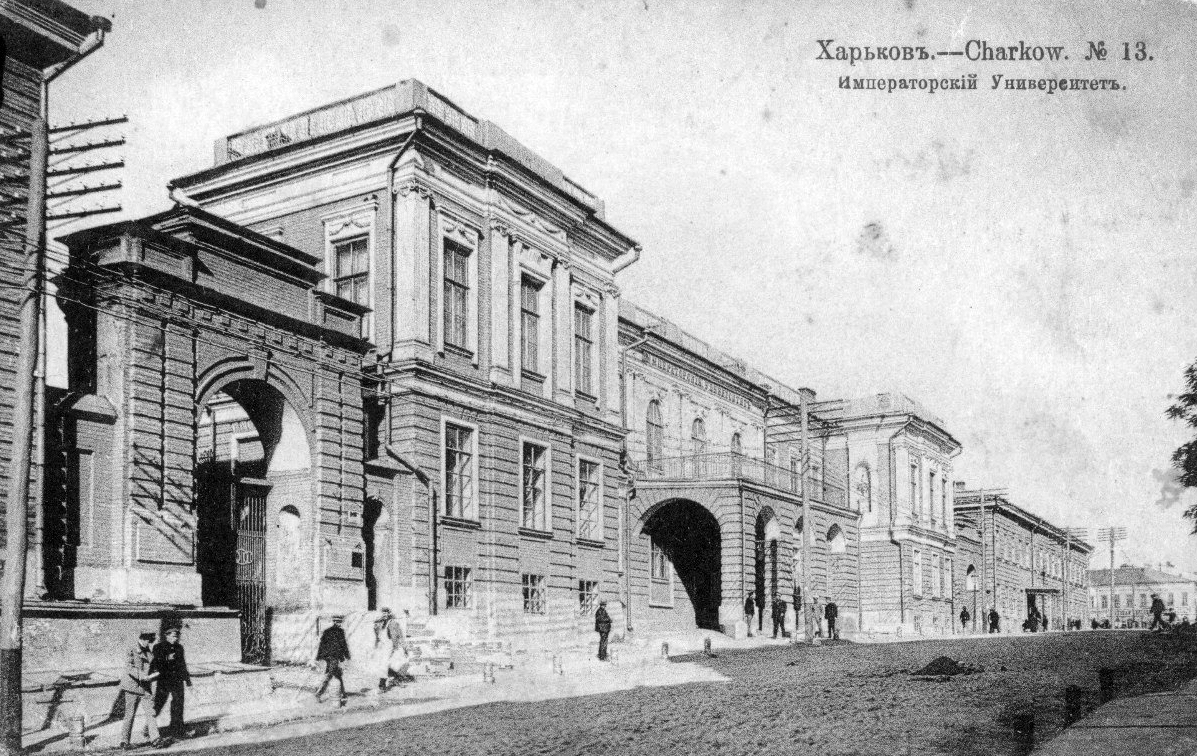
Императорский Харьковский университет

После возвращения из-за границы был избран сверхштатным ассистентом по кафедре душевных и нервных болезней Харьковского университета и одновременно был ординатором в лечебнице доктора И. Я. Платонова.

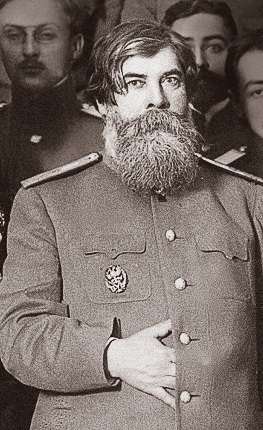
В. М. Бехтерев в 1912 году

С 1 января 1908 года по постановлению совета Харьковского университета был командирован в Санкт-Петербург для усовершенствования по специальности сроком на один год, но задержался в Петербурге на десять лет. Совершенствованием профессии занимался, главным образом, в Клинике душевных и нервных болезней при Императорской Военно-медицинской академии. Осенью 1908 года был избран ассистентом Санкт-Петербургского психоневрологического института. 25 ноября 1908 года решением совета Санкт-Петербургского женского медицинского института был назначен сверхштатным лаборантом при кафедре душевных и нервных болезней. Одновременно по поручению профессора Владимира Бехтерева руководил практическими занятиями слушательниц женского медицинского института по психиатрии. В начале 1909 года принял на себя от Бехтерева дальнейшую организацию лаборатории по экспериментальной психологии при женском медицинском институте и вместе с приват-доцентом Александром Лазурским руководил практическими занятиями по психологии. В течение того же 1909 года принимал больных по нервным болезням в амбулатории Петропавловской больницы. В 1910—1915 годах состоял у Бехтерева в должности сверхштатного ассистента Клиники душевных и нервных болезней при Императорской Военно-медицинской академии.
В феврале 1910 года был избран на совете психоневрологического института заведующим амбулаторией и врачом (состоял в должности до августа 1911 года). Вёл бесплатно приём больных от Попечительства о душевных и нервных больных. С 1910 года принимал участие в амбулаторных приёмах больных клиники душевных и нервных болезней при Императорской Военно-медицинской академии. Будучи секретарём Русской лиги для борьбы против эпилепсии, по поручению общества составил совместно с приват-доцентом Ю. К. Белицким проект устава Лиги. Начиная с 1907 года, подготовил для журнала «Обозрение психиатрии и психологии» несколько рефератов французских и итальянских статей из журналов. 2 и 3 декабря 1911 года сдал теоретические и практические экзамены на получение учёной степени доктора медицины при Харьковском университете и получил звание докторанта.
С 1915-го до конца 1918 года занимал должность заведующего нервным отделением и старшего ассистента клиники душевных и нервных болезней при Императорской Военно-медицинской академии. Одновременно работал ординатором нервного отделения Тюремной больницы, ординатором нервного отделения Почтовой больницы, ординатором нервного отделения Городского лазарета № 5 и врачом-невропатологом Крестовоздвиженской больницы. В клинике Военно-медицинской академии в течение трёх лет в 1916—1919 годах подготовил докторскую диссертацию.
В 1919 году переехал в Харьков, где 10 ноября защитил диссертацию на степень доктора медицины на тему «Влияние травмы на психику. Внимание, умственная работоспособность и ассоциации при травматическом неврозе. Экспериментально-психологическое и клиническое исследование». В диссертационной работе Анфимов установил своеобразные факты тяжелых и длительных интеллектуальных нарушений при травматическом неврозе. Разработка этой темы ещё на ранней стадии сопровождалась занятиями в лаборатории экспериментальной психологии психолога Александра Лазурского, в результате которых Анфимов составил таблицу букв для исследования внимания. Начиная с 1911 года, сначала в клинике Бехтерева, а затем во многих клиниках СССР с помощью этой таблицы были выполнены десятки диссертационных и других работ.
С 1919 года работал ассистентом при кафедре душевных и нервных болезней Харьковского университета. Был избран ординатором Харьковской губернской земской больницы на место ушедшего на днепропетровскую кафедру невропатолога Владислава Дзержинского и в ноябре 1919 года преподавателем невропатологии и психиатрии и членом правления в фельдшерской школе при больнице — Сабуровой даче.
25 июня 1919 года Харьков был занят деникинцами, находиться в городе стало опасно, и Анфимов ещё до прихода 11 декабря 1919 года красных перебрался в Екатеринодар. В мае 1920 года был назначен вначале ординатором, затем заведующим психиатрическим отделением областной больницы и занимал эту должность до августа 1921 года. В течение пяти месяцев отделение было выделено в самостоятельную психлечебницу, в которой Анфимов был старшим врачом. 7 мая 1920 года был назначен ординатором-невропатологом Областного травматологического института и заведующим нервным отделением. С 1922 года был ординатором Дома дефективного ребёнка.
В июне 1920 года в группе других учёных занялся организацией медицинского факультета в Краснодаре и стал заведующим кафедрой душевных и нервных болезней Кубанского государственного университета. Одновременно с 1921 года преподавал психиатрию и невропатологию в Краснодарской акушерской школе и армейским врачам. В конце 1921 года был единогласно избран профессором кафедры нейропсихиатрии Симферопольского университета, но остался в Краснодаре. В 1924 году Анфимов получил от Кубанского медицинского института несколько комнат в двухэтажном доме № 8 на улице Посполитакинской (позже стала Октябрьской) недалеко от места работы. В 1926 году временно исполнял обязанности ректора. В 1936 году из кафедры Анфимова была выделена кафедра психиатрии, и он стал заведующим кафедры психоневрологии. Эта реорганизация освободила Анфимова от обязанностей по участию в работе революционных трибуналов и необходимости давать оценку психическому состоянию подследственных.
Во время Второй мировой войны на территории СССР Анфимов был эвакуирован вместе с институтом в Ереван, затем переехал в Сочи, где некоторое время работал директором Института курортологии. Внёс значительный вклад в развитие курорта «Горячий ключ».
Умер в 1957 году. Похоронен на Всесвятском кладбище Краснодара.

## Участие в профессиональных и общественных организациях
- Действительный член Санкт-Петербургского общества психиатров и научных собраний врачей клиники душевных и нервных болезней при Императорской Военно-медицинской академии
- Казначей Русского общества нормальной и патологической психологии (1909—?)
- Секретарь Русской лиги для борьбы против эпилепсии
- Секретарь журнала «Обозрение психиатрии и психологии» (1910—?)
- Секретарь кружка военной психологии при «Обществе ревнителей военных знаний» (Петроград)
- Секретарь научных собраний клиники нервных болезней Императорской Военно-морской академии
- Секретарь Общества врачей-психиатров (Петроград, с 1917)
- Член Общества научной медицины и гигиены (Харьков)
- Член Харьковского медицинского общества

## Участие в конференциях и съездах
- 1910 — по поручению Владимира Бехтерева организовал совместно с приват-доцентом Станиславом Владычко отдел объективного исследования душевнобольных на выставке «Охранение душевного здоровья» при III съезде отечественных психиатров
- 1912 — представил в Цюрихе на Международном съезде Лиги для борьбы с эпилепсией (6—7 сентября) совместный с академиком Бехтеревым доклад «Алкоголь и эпилепсия»; доклад был объявлен программным

## Владимир Анфимов и Велимир Хлебников
- Анфимов В. Я. В. Хлебников в 1919 году. К вопросу о психопатологии творчества. // Труды 3-й Краснодарской клинической городской больницы. — Краснодар: Издание Краснодарского горздравотдела, 1935. — Вып. 1. — С. 66—73.

## Личные качества
Владимиру Анфимову была присуща природная скромность. В сентябре 1912 года в Цюрихе на Международном съезде Лиги для борьбы с эпилепсией после объявления его совместного с Бехтеревым доклада «Алкоколь и эпилепсия» программным, Анфимову было предложено председательствовать на одном из заседаний съезда. Он отказался, вызвав дружеские упрёки со стороны Бехтерева.

## Источник
- Петрюк А. П., Петрюк П. Т. Профессор Владимир Яковлевич Анфимов — организатор кубанской психиатрии (штрихи к портрету) // Независимый психиатрический журнал. — 2010. — № 1. Архивировано 8 декабря 2015 года.